# 나인트리 프리미어 로카우스 호텔 서울 용산
나인트리 프리미어 로카우스 호텔 서울 용산(영어: Nine Tree Premier ROKAUS Hotel Seoul Yongsan)은 대한민국 서울특별시 용산구 한강로동에 위치해 있는 호텔이다.

## 배경
용사의 집은 서울특별시 용산구에 1969년 8월 15일에 완공되었다. 지상 5층, 지하 1층으로 구성되고 군인들을 위한 시설이다.

## 역사
2014년 11월 국방부는 1300억대 육군호텔을 추진한다. 2015년 3월 육군호텔 건립 계획이 있으나 2017년 2월 철거 후 착공하였고 7월 공사가 중단되었다. 2018년부터 공사가 재개되고 2023년 4월에 준공하였다.

## 사업비
용사의 집 재건립 사업비는 2014년 1,297억원, 2016년 268억원을 추가해 1,565억원, 2017년 235억원을 추가해 1,800억원이다.

## 같이 보기
- 대한민국의 호텔 목록